# 14708 Slaven
14708 Slaven eller 2000 CU26 är en asteroid i huvudbältet som upptäcktes den 2 februari 2000 av LINEAR i Socorro County, New Mexico. Den är uppkallad efter Kathy Slaven.
Asteroiden har en diameter på ungefär 2 kilometer.